# 皺儒艮屬
皺儒艮屬為已滅絕的海牛目演化支，化石發現於法國、歐洲及利比亞。

## 下属物种
本属包括以下物种：
- Rytiodus capgrandi Lartet, 1866（模式種）
- Rytiodus heali Domning & Sorbi, 2011[1]

## 描述
皺儒艮的體長可達6米（20英尺），為現存儒艮體長的兩倍，僅次於同樣也已滅絕的大海牛（體長可達8—9米（26—30英尺））。牠們和現存的儒艮一樣具有一對槳狀肢、流線型的身體與尾鰭，然而不一樣的是，皺儒艮具有一對短獠牙，讓牠們得以挖掘埋藏於沙中的食物。